# チアゴ・カルレット・アウヴェス
チアゴ・カルレット・アウヴェス（Thiago Carleto Alves、1989年3月24日 - ）は、ブラジル・サンパウロ州サンベルナルド・ド・カンポ出身のサッカー選手。ポジションはディフェンダー（左サイドバック）。

## 経歴
2007年4月11日、カンピオナート・パウリスタのCAジュベントス戦でデビューした。2008年3月2日、レアル・マドリードやチェルシーFCがカルレトの獲得を狙っていると報道された。2008年11月25日、スペインのバレンシアCFと2014年までの契約を交わした。2009年2月14日のマラガCF戦で、エミリアーノ・モレッティが怪我をしたために前半15分から出場した。2008-09シーズンの出場はこの1試合のみである。2009年8月20日、セグンダ・ディビシオン（2部）のエルチェCFにレンタル移籍した。
2010年2月、サンパウロFCに完全移籍した。2011年はオリンピア・アスンシオンにレンタル移籍している。2015年1月29日、ボタフォゴFRに期限付きで加入した。
2016年2月25日、キンゼ・デ・ピラシカーバへ同年5月までの期限付きで加入した。
2016年8月10日、FCアロウカに加入した。